# Всестороннее региональное экономическое партнёрство
Всесторо́ннее региона́льное экономи́ческое партнёрство, сокр. ВРЭП (англ. Regional Comprehensive Economic Partnership, RCEP) — соглашение о «зоне свободной торговли плюс» («ЗСТ+»), охватывающее 10 государств-членов Ассоциации государств Юго-Восточной Азии (АСЕАН) (Бруней, Вьетнам, Индонезия, Камбоджа, Лаос, Малайзия, Мьянма, Сингапур, Таиланд, Филиппины) и 6 государств, с которыми у АСЕАН уже подписаны соглашения о свободной торговле (Австралия, Индия, КНР, Новая Зеландия, Республика Корея, Япония). Начало переговоров было положено 20 ноября 2012 года на саммите АСЕАН в Камбодже.
Соглашение о создании ВРЭП было подписано в Ханое 15 ноября 2020 года. Его вступление в силу 1 января 2022 года создало крупнейшую в мире зону свободной торговли.

## Предпосылки создания
С начала Азиатского финансового кризиса 1997—1998 гг. АСЕАН, являясь одним из центральных игроков в региональной экономической интеграции в Азиатско-Тихоокеанском регионе (АТР), стала инициатором совместного преодоления экономического спада. Также начался поиск возможностей дальнейшего углубления связей в регионе, в качестве партнёра страны особо хотели видеть Японию, имеющую финансовые возможности поддержать государства Юго-Восточной Азии. Таким образом, общая проблема, проявившаяся в виде экономического кризиса, явилась главной причиной создания в 2001 году на основе существующего регионального интеграционного объединения (РИО) нового партнёрства, включающего ещё 3 страны: Китай, Республику Корея и Японию. Партнёрство решено было назвать АСЕАН+3 или Восточноазиатское соглашение о свободной торговле (англ. East Asia Free Trade Area, EAFTA). В дальнейшем появилось новое предложение сотрудничества — АСЕАН+6 или Комплексное экономическое партнёрство Восточной Азии (CEPEA), включавшее также Австралию, Индию и Новую Зеландию. Предложение по основанию CEPEA было выдвинуто Японией во время II саммита стран Восточной Азии в январе 2007 года в связи с созданием Института экономических исследований для АСЕАН и Восточной Азии (ERIA). Эти механизмы предназначались для взаимной поддержки либерализации и сотрудничества.
Последующий анализ преимуществ выявил, что страны Восточной Азии могли извлечь значительную пользу от CEPEA, причем, чем более всесторонним было бы соглашение, тем больше выгод от него стоило ожидать. По сравнению с другими альтернативами в регионе объединение выглядело выигрышнее.
В 2009 году совместная исследовательская группа из представителей АСЕАН, Австралии, Индии, Китая, Новой Зеландии, Республики Корея и Японии рекомендовала лидерам, которые работают над CEPEA, продолжать углублять экономическую интеграцию, сужая разрывы и достигая устойчивого развития.
На IV Восточно-Азиатском Саммите в октябре 2009 года должностным лицам было предложено рассмотреть оба интеграционных объединения — EAFTA и CEPEA. В ноябре 2011 года АСЕАН закончила дебаты, предложив собственную модель — ВРЭП.
Вместо того чтобы работать с заранее определённым составом участников, ВРЭП основано на открытом присоединении, что позволило бы любому из партнёров АСЕАН (Австралии, Индии, Китаю, Новой Зеландии, Республике Корея и Японии) участвовать либо с начала создания объединения, либо позднее, когда они будут готовы присоединиться. Партнёрство также будет открыто для внешних экономических партнёров.
Понимая важность укрепления восточноазиатской экономической интеграции, лидеры стран ACEAH в ноябре 2011 года одобрили работу над созданием ВРЭП, а в ноябре 2012 года на XXI саммите ACEAH пришли к окончательному мнению, что ВРЭП несет в себе возможности более широкого и активного взаимодействия в сравнении с уже существующим в рамках АСЕАН.
Целью переговоров по ВРЭП было объявлено достижение современного, всеобъемлющего, качественного и взаимовыгодного соглашения в рамках экономического партнёрства между членами АСЕАН и её партнёрами по ЗСТ. По состоянию на конец 2015 года переговоры распространялись на торговлю товарами, услугами, инвестиционное сотрудничество, экономическое и техническое взаимодействие, защиту прав интеллектуальной собственности (ИС), развитие конкуренции, создание механизма по разрешению споров, электронную коммерцию. Привлекательным моментом при формировании ВРЭП считается принцип открытого доступа к интеграционному объединению до официального членства, тогда как EAFTA и CEPEA применяли бы льготный режим только после оформления членства нового государства. Кроме того, ВРЭП выразило готовность в перспективе включить в объединение и страны, не относящиеся к Восточной Азии, например, центральноазиатские государства. Фактически ВРЭП уже реализует этот принцип, пригласив в свой состав Индию, которая, строго говоря, относится к Южной Азии.

## Место стран-участниц ВРЭП в глобальных рейтингах
Место стран-участниц ВРЭП в глобальных рейтингах, 2015 год
| Страна \ Индикатор | Индекс человеческого развития, значение (место) | Индекс ведения бизнеса, место в рейтинге | Индекс глобальной конкурентоспособности, значение (место) | Глобальный индекс инноваций, значение (место) |
| ------------------ | ----------------------------------------------- | ---------------------------------------- | --------------------------------------------------------- | --------------------------------------------- |
| АСЕАН              |                                                 |                                          |                                                           |                                               |
| Бруней-Даруссалам  | 0,856 (31)                                      | 84                                       | -                                                         | -                                             |
| Вьетнам            | 0,666 (116)                                     | 90                                       | 4,3 (56)                                                  | 38,3 (52)                                     |
| Индонезия          | 0,684 (110)                                     | 109                                      | 4,5 (37)                                                  | 29,8 (97)                                     |
| Камбоджа           | 0,555 (143)                                     | 127                                      | 3,9 (90)                                                  | 30,4 (91)                                     |
| Лаос               | 0,575 (141)                                     | 134                                      | 4,0 (83)                                                  | -                                             |
| Малайзия           | 0,779 (62)                                      | 18                                       | 5,2 (18)                                                  | 46,0 (32)                                     |
| Мьянма             | 0,536 (148)                                     | 167                                      | 3,3 (131)                                                 | 20,3 (138)                                    |
| Сингапур           | 0,912 (11)                                      | 1                                        | 5,7 (2)                                                   | 59,4 (7)                                      |
| Таиланд            | 0,726 (93)                                      | 49                                       | 4,6 (32)                                                  | 38,1 (55)                                     |
| Филиппины          | 0,668 (115)                                     | 103                                      | 4,4 (147)                                                 | 31,1 (83)                                     |
| АСЕАН+3            |                                                 |                                          |                                                           |                                               |
| Китай              | 0,727 (90)                                      | 84                                       | 4,9 (28)                                                  | 47,5 (29)                                     |
| Республика Корея   | 0,898 (17)                                      | 4                                        | 5 (26)                                                    | 56,3 (14)                                     |
| Япония             | 0,891 (20)                                      | 34                                       | 5,5 (6)                                                   | 54,0 (19)                                     |
| АСЕАН+6 (ВРЭП)     |                                                 |                                          |                                                           |                                               |
| Австралия          | 0,935 (2)                                       | 13                                       | 5,1 (21)                                                  | 55,2 (17)                                     |
| Индия              | 0,609 (130)                                     | 130                                      | 4,3 (55)                                                  | 31,7 (81)                                     |
| Новая Зеландия     | 0,913 (9)                                       | 2                                        | 5,3 (16)                                                  | 55,9 (15)                                     |

Дополнительно показатели стран обозначены цветом. Расшифровка цветов представлена в нижеследующей таблице.
|  | Максимальный показатель по ВРЭП |
|  | Минимальный показатель по ВРЭП  |

Согласно данным таблицы, превалирующая часть стран АСЕАН находятся на среднем уровне развития человеческого потенциала (значения в пределах 0,5-0,8) за исключением Сингапура с наиболее высоким индексом человеческого развития (0,912). Рассматривая тот же показатель у других участников ВРЭП, следует отметить, что преобладают страны с высоким индексом (более 0,8) — Австралия, Новая Зеландия, Республика Корея и Япония. При оценке условий ведения бизнеса наблюдается значительный разрыв между участниками ВРЭП. Так, Сингапур и Новая Зеландия возглавляют рейтинг лёгкости ведения бизнеса, в то время как, например, Мьянма (167) и Лаос (134) демонстрируют далеко неблагоприятные условия для предпринимательской деятельности. Расположение стран в рейтинге глобальной конкурентоспособности также выявляет значительный разрыв между странами: разница между максимальным и минимальным значением составляет 2,4 пункта (Сингапур (5,7) и Мьянма (3,3). Показательным также выступает глобальный инновационный рейтинг, который вновь определяет лидирующие позиции развитых стран в плане стимулирования инноваций (в частности Сингапура, Республики Корея, Новой Зеландии, Австралии и Японии). Тем не менее, для большинства стран ВРЭП характерны низкие индексы инновационного развития.

## Экономический потенциал стран-участниц ВРЭП
Экономический потенциал стран-участниц ВРЭП, 2014 год
| Страна \ Индикатор | ВВП, млрд долл. | Численность населения, млн чел. | ВВП на душу населения, тыс. долл. | Площадь территории, тыс. км² | Экспорт, млрд долл. | Импорт, млрд долл. | ПИИ приток млн долл. | ПИИ отток млн долл. | Затраты на НИОКР, % ВВП | Внешний долг, млрд долл. |
| ------------------ | --------------- | ------------------------------- | --------------------------------- | ---------------------------- | ------------------- | ------------------ | -------------------- | ------------------- | ----------------------- | ------------------------ |
| Бруней-Даруссалам  | 17,1            | 0,4                             | 42,8                              | 5,7                          | 11,0                | 4,0                | 568,0                | —                   | —                       | —                        |
| Вьетнам            | 186,2           | 90,0                            | 2,0                               | 331,2                        | 147,0               | 139,0              | 9 200,0              | 1 150,0             | 0,2                     | 69,7                     |
| Индонезия          | 984,0           | 252,0                           | 4,0                               | 1 904,6                      | 180,0               | 167,0              | 22 580,0             | 7 077,0             | 0,1                     | 293,2                    |
| Камбоджа           | 16,8            | 15,0                            | 1,1                               | 181,0                        | 7,0                 | 10,0               | 1 730,0              | 32,0                | 0,05                    | 7,2                      |
| Лаос               | 11,8            | 6,8                             | 1,7                               | 236,8                        | 3,0                 | 4,0                | 721,0                | 2,0                 | 0,04                    | 9,5                      |
| Малайзия           | 326,3           | 30,0                            | 10,9                              | 329,8                        | 231,0               | 194,0              | 10 799,0             | 16 445,0            | 1,1                     | 213,9                    |
| Мьянма             | 65,8            | 51,0                            | 1,3                               | 676,6                        | 8,0                 | 5,0                | 946,0                | —                   | 0,16                    | 6,6                      |
| Сингапур           | 307,9           | 5,5                             | 56,0                              | 0,7                          | 450,0               | 375,0              | 67 523,0             | 40 660,0            | 2,0                     | 1 330,0                  |
| Таиланд            | 373,2           | 69,0                            | 5,4                               | 513,1                        | 232,0               | 219,0              | 1 256,0              | 7 692,0             | 0,5                     | 140,7                    |
| Филиппины          | 285,0           | 101,0                           | 2,8                               | 300,0                        | 53,0                | 73,0               | 6 201,0              | 6 990,0             | 0,1                     | 77,7                     |
| АСЕАН              | 2 574,1         | 620,7                           | 4,1                               | 4 479,5                      | 1 322               | 1 190              | 120 268              | 80 048              | —                       | —                        |
| КНР                | 10 354,8        | 1 364,3                         | 7,6                               | 9 596,9                      | 2252                | 1949               | 128 500              | 116 000             | 2                       | 949,6                    |
| Республика Корея   | 1 410,4         | 50,4                            | 28                                | 99,7                         | 628                 | 543                | 9899                 | 30 558              | 4,1                     | 425,4                    |
| Япония             | 4 601,4         | 127,1                           | 36,2                              | 377,9                        | 711                 | 812                | 2090                 | 113 629             | 3,5                     | 5180                     |
| АСЕАН+3            | 18 940,7        | 2 162,5                         | 8,8                               | 14 554                       | 4 913               | 4 494              | 260 757              | 309 667             | —                       | —                        |
| Австралия          | 1 454,7         | 23,5                            | 51 854                            | 7 741,2                      | 251                 | 246                | 51 854               | −351                | 2,2                     | 1381                     |
| Индия              | 2 048,5         | 1 295,3                         | 1,6                               | 3 287,2                      | 343                 | 508                | 34 417               | 9848                | 0,8                     | 459,1                    |
| Новая Зеландия     | 199             | 4,5                             | 44,2                              | 267,7                        | 40                  | 41                 | 3391                 | −4                  | 1,2                     | 189,8                    |
| АСЕАН+6 (ВРЭП)     | 22 642,9        | 3 485,8                         | 6,5                               | 25 850,1                     | 5 547               | 5 289              | 350 419              | 319 160             | —                       | —                        |

Примечание: Затраты на НИОКР: 2002 год (Камбоджа, Лаос, Мьянма), 2007 год (Филиппины), 2011 год (Австралия, Вьетнам, Индия, Новая Зеландия), 2012 год (Малайзия, Сингапур), 2013 год (Индонезия, Китай, Таиланд, Южная Корея, Япония).
Анализ табличных данных позволяет сделать несколько выводов. В 2014 году потенциальные страны-участницы ВРЭП представляли 49 % населения и 19 % всей территории мира. Вклад отдельных стран-участниц в новый интеграционный блок различен. В рамках АСЕАН крупнейшей экономикой можно считать Индонезию, которая обеспечивает порядка 40 % суммарного ВВП объединения, а также является одним из лидеров во внешней торговле среди стран АСЕАН. Однако экономический потенциал уже значительно выше в формате АСЕАН+3: валовый продукт составляет 24,3 % от мирового показателя, вместо 3,3 % у АСЕАН, а с присоединением ещё трёх стран к партнёрству доля повысится приблизительно до 29 %. Всестороннее экономическое партнёрство стран Восточной Азии может стать одним из самых значительных торговых блоков: потенциально партнёрство сможет охватить треть мировой торговли. Крупнейший вклад вносят: Китай — 11,7 % мирового экспорта, Япония — 3,6 %, Республика Корея — 3,3 % в 2014 году. В свою очередь инвестиционный потенциал стран объединения также можно назвать высоким. Так, в 2014 году совокупный приток иностранных инвестиций в экономики стран ВРЭП составил 28,5 % от мирового показателя, а отток инвестиций — 23,6 %. Китай является как крупнейшим реципиентом, так и инвестором капитала в объединении, его удельный вес составляет примерно 37 % в совокупном объёме притока и оттока иностранного капитала объединения. Стоит отметить, что Китай является лидером в объединении по абсолютным затратам на НИОКР, которые в 2013 году составили 0,2 трлн долл., однако в относительном выражении это лишь четвёртый результат (2 % ВВП). Лидерами по данному показателю в относительном выражении являются Республика Корея (4,1 % ВВП) и Япония (3,5 % ВВП), которые одновременно занимают лидирующие позиции в мировом рейтинге стран по уровню относительных расходов на НИОКР (1 и 5 место, соответственно).

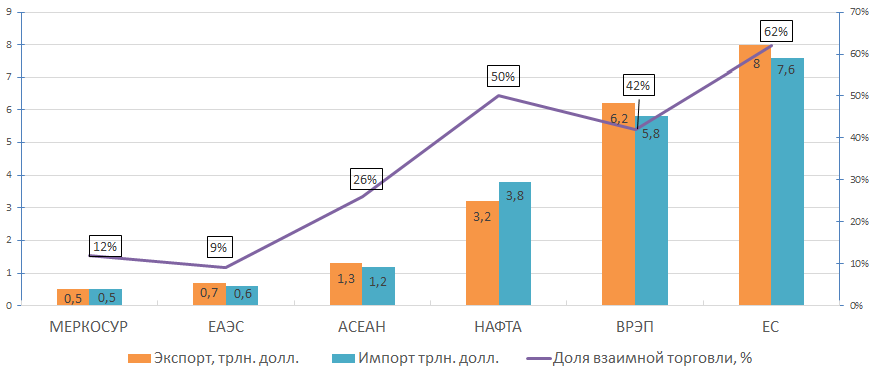

### Сравнение ВРЭП с другими РИО по ВВП, численности населения и ВВП на душу населения, 2014 год

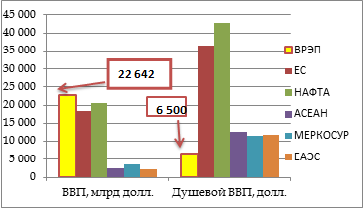
ВРЭП является самым крупным РИО по ВВП, но значительно отстаёт от крупнейших интеграционных объединений по ВВП на душу населения

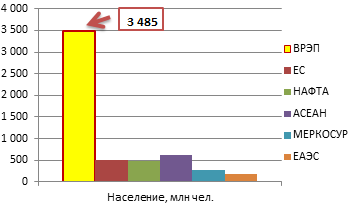
ВРЭП охватит половину мирового населения

Всестороннее региональное экономическое партнёрство на этапе создания является самым крупным РИО по таким показателям как ВВП и численность населения, опережая ЕС и НАФТА. ВРЭП охватит половину мирового населения. Однако что касается ВВП на душу населения, ВРЭП значительно отстает от крупнейших интеграционных объединений и имеет показатель равный 6,5 тыс. долл., что в 7 раз меньше показателя НАФТА, а также в 2 раза меньше показателя АСЕАН. Таким образом, ВРЭП опережает другие РИО по масштабам, однако сильно отстает от них по уровню благосостояния.
ВРЭП как перспективный региональный блок имеет высокие показатели объёмов торговли сравнительно с другими РИО. С 2001 по 2014 гг. экспорт стран блока ВРЭП вырос с 20,5 % до 27,5 % мирового экспорта и с 19,3 % до 28,1 % мирового импорта. Немаловажным является расширение внутрирегиональной торговли стран-потенциальных членов. На рисунке изображена взаимная торговля стран ВРЭП, которая выросла в ВРЭП почти на 5 процентных пунктов с 2001 года и в 2014 году составляет 42 % — третий показатель в мире после ЕС и НАФТА.

## Этапы формирования

### 14-19 ноября 2011
- Курс на развитие процесса по образованию ВРЭП на XIX саммите АСЕАН[30]

### 25 августа — 1 сентября 2012
- Объявление о начале переговоров по соглашению о свободной торговле, известному как «Всестороннее региональное экономическое партнёрство» на 44-й встрече экономических министров АСЕАН в Сием-Рипе (Камбоджа)[31]

### Раунд 1: 9-13 мая 2013, Бруней
- Встреча представителей из 16 правительств государств, участвующих в ВРЭП, для детальных переговоров с целью заключения ВРЭП к концу 2015 года[32].

### Раунд 2: 23-27 сентября 2013, Брисбен (Австралия)
- Обсуждение либерализации торговли товарами, услугами и инвестиций, экономического и технического сотрудничества, конкуренции, ИС, разрешения споров и других вопросов в соответствии с руководящими принципами

### Раунд 3: 20-24 января 2014, Куала-Лумпур (Малайзия)
- Продолжение технической работы по согласованию регулирования торговли товарами, услугами и инвестициями
- Проведение диалог по вопросам тарифов, нетарифных мер, стандартов, технических регламентов и процедур оценки соответствия, санитарных и фитосанитарных мер, а также о таможенных процедурах и содействии торговле
- Проведение семинара по вопросам ИС (Малайзия, Япония), сфере услуг и инвестиций (Австралия)

### Раунд 4: 31 марта — 4 апреля 2014, Наньнин (Китай)
- Продолжение дискуссии по нетарифным мерам регулирования внешней торговли, техническим регламентам, таможенным процедурам и т. п.
- Заседание новой рабочей группы по вопросам ИС, конкуренции, а также экономического и технического сотрудничества

### Раунд 5: 21-27 июня 2014, Сингапур
- Обсуждение в рамках Комитета по переговорам по торговле вопросов, связанных с торговлей товарами и услугами, движением инвестиций, экономической и технической кооперацией, ИС, конкуренцией
- Подготовка совещания на уровне министров[33]

### Раунд 6: 1-5 декабря 2014, Нью-Дели (Индия)
- Информирование бизнеса о целях ВРЭП
- Создание семинара по вопросам электронной коммерции[34]

### Раунд 7: 9-13 февраля 2015, Бангкок (Таиланд)
- Встреча экспертов по электронной коммерции[35]

### Раунд 8: 5-13 июня 2015, Киото (Япония)
- Обсуждение вопросов либерализации инвестиционных потоков, снижение тарифов (в том числе экспортных)[36]

### Раунд 9: 3-7 августа 2015, Нейпьидо (Мьянма)
- Поиск решения вопроса неравномерного обложения импортными пошлинами однородных товаров[37]

### Раунд 10: 12-16 октября 2015, Пусан (Республика Корея)
- Встреча чиновников и представителей бизнес-среды
- Обсуждение возможностей организации бизнеса через электронное пространство[38]

### Раунд 11: 15-19 февраля 2016, Бруней
- Фокус на продвижении товаров и услуг, консультациям по инвестиционной деятельности
- Предварительные переговоры по программе на 2016 год[39].

### Раунд 12: апрель 2016, Перт (Австралия)
- Обсуждение доступа на рынок товаров, услуг, защиты прав интеллектуальной собственности, электронной торговли [40][41]
- Все участвующие стороны представили предложения по положениям о торговле товарами, услугами и инвестициям[42].

### Раунд 15: 15 ноября 2020, Ханой (Вьетнам)
- Спустя 8 лет после начала переговоров все государства-участники (за исключением Индии)[43][44] подписали соглашение[45][46] о создании союза свободной торговли. Ввиду сложной эпидемиологической ситуации документ подписали в формате видеоконференции[47][48].

## Цель и принципы
Цель — создание «ЗСТ+» в АТР.
Основные принципы, которые положены в основу функционирования ВРЭП:
1. как общая концепция, так и конкретные действия организации должны соответствовать принципам и нормам ВТО;
2. в своей практической деятельности ВРЭП необходимо тщательно учитывать различия партнёров, проявляя особую осторожность в отношении наиболее слабых из них;
3. ВРЭП должно быть открыто для стран вне его зоны, в том числе партнёров по двусторонним соглашениям и свободной торговле.

## Экономическое сотрудничество стран-участниц формирующегося партнёрства
Под экономическим сотрудничеством региона понимается внешняя торговля, а также перемещение инвестиций в границах объединения. Ниже представлены данные, которые показывают ярко выраженный рост внутрирегиональной торговли между странами ВРЭП.
Объём внутрирегиональной торговли в ВРЭП с 2002 по 2014 гг. вырос в 5 раз. Уровень внутрирегиональной торговли хоть и имеет положительную динамику, за тот же период вырос лишь на 4 процентных пункта и составляет менее 50 % от товарного экспорта стран ВРЭП.
Увеличение интенсивности взаимных товаропотоков в подавляющем большинстве стран ВРЭП способствует ускорению интеграционных процессов в регионе. Наиболее активно процесс переориентации внешнеэкономических связей на региональный рынок разворачивается в Австралии, Брунее, Индонезии, Камбодже, Лаосе, Малайзии и Филиппинах. Внутри формирующегося объединения страны в основном торгуют машинами и оборудованием (30 % внутрирегиональной торговли), минеральными продуктами (17 %), а также недрагоценными металлами (8 %), химической (6 %) и текстильной (5 %) продукцией (данные за 2014 год).
| Страна/год        | 2010   | 2011     | 2012     | 2013     | 2014     |
| ----------------- | ------ | -------- | -------- | -------- | -------- |
| Китай             | 951,16 | 1 146,09 | 1 175,73 | 1 235,88 | 1 296,76 |
| Япония            | 688,17 | 796,94   | 790,82   | 719,36   | 695,13   |
| Республика Корея  | 424,48 | 511,32   | 503,27   | 509,74   | 511,33   |
| Сингапур          | 365,59 | 419,78   | 426,55   | 421,41   | 417,2    |
| Австралия         | 270,37 | 336,52   | 339,98   | 334,74   | 322,88   |
| Малайзия          | 219,86 | 254,13   | 267,33   | 274,81   | 275,42   |
| Таиланд           | 214,82 | 252,31   | 272,62   | 266,85   | 258,84   |
| Индонезия         | 194,12 | 254,42   | 254,6    | 244      | 229,62   |
| Индия             | 152,79 | 201,48   | 197,15   | 191,44   | 194,91   |
| Вьетнам           | 91,06  | 118,36   | 134,55   | 153,68   | 169,79   |
| Филиппины         | 63,65  | 63,41    | 67,1     | 67,91    | 76,2     |
| Новая Зеландия    | 36,51  | 42,07    | 44,18    | 46,89    | 48,3     |
| Мьянма            | 14,79  | 19,87    | 23,2     | 28,31    | 43,64    |
| Камбоджа          | 4,25   | 5,85     | 6,94     | 8,57     | 17,71    |
| Бруней-Даруссалам | 10,61  | 16,6     | 16,27    | 16,04    | 14,62    |
| Лаос              | 4,91   | 6,54     | 8,45     | 10,01    | 11,41    |

На протяжении 2010—2014 гг. наблюдается рост объёмов внешнеторгового оборота между странами-участницами партнёрства. Лидерами по экспорту и импорту товаров в рамках объединения являются КНР, Япония и Республика Корея, однако для них значимость внешней торговли с партнёрами по ВРЭП заметно ниже по сравнению с малыми экономиками объединения.
| Страна            | 2010 | 2011 | 2012 | 2013 | 2014 |
| Бруней-Даруссалам | 99   | 99   | 98   | 98   | 94   |
| Мьянма            | 84   | 86   | 86   | 88   | 93   |
| Лаос              | 70   | 75   | 77   | 78   | 83   |
| Австралия         | 73   | 74   | 75   | 77   | 76   |
| Малайзия          | 60   | 61   | 64   | 64   | 64   |
| Индонезия         | 65   | 66   | 67   | 66   | 62   |
| Сингапур          | 57   | 58   | 58   | 59   | 59   |
| Новая Зеландия    | 57   | 57   | 58   | 60   | 58   |
| Филиппины         | 55   | 55   | 57   | 57   | 57   |
| Таиланд           | 54   | 55   | 56   | 57   | 56   |
| Япония            | 46   | 46   | 46   | 45   | 45   |
| Республика Корея  | 46   | 46   | 46   | 45   | 45   |
| Вьетнам           | 46   | 48   | 48   | 46   | 44   |
| Камбоджа          | 16   | 18   | 19   | 22   | 28   |
| Китай             | 25   | 26   | 26   | 26   | 26   |
| Индия             | 23   | 22   | 21   | 20   | 18   |

| Страна            | 2010 | 2011 | 2012 | 2013 | 2014 |
| Лаос              | 94   | 91   | 93   | 96   | 95   |
| Мьянма            | 94   | 93   | 94   | 94   | 94   |
| Камбоджа          | 68   | 75   | 77   | 70   | 84   |
| Бруней-Даруссалам | 79   | 82   | 71   | 70   | 81   |
| Вьетнам           | 70   | 71   | 73   | 74   | 74   |
| Индонезия         | 68   | 68   | 67   | 67   | 68   |
| Малайзия          | 61   | 61   | 62   | 62   | 61   |
| Таиланд           | 60   | 57   | 58   | 56   | 58   |
| Филиппины         | 59   | 56   | 55   | 54   | 58   |
| Новая Зеландия    | 60   | 57   | 59   | 58   | 57   |
| Австралия         | 55   | 52   | 53   | 55   | 55   |
| Сингапур          | 53   | 50   | 49   | 48   | 48   |
| Япония            | 49   | 49   | 48   | 47   | 48   |
| Республика Корея  | 49   | 46   | 44   | 44   | 43   |
| Китай             | 40   | 38   | 35   | 34   | 34   |
| Индия             | 29   | 29   | 28   | 27   | 30   |

Страны-участницы ВРЭП занимают большую долю в общем экспорте таких государств, как Бруней-Даруссалам (94 %), Мьянма (93 %), Лаос (83 %) и Австралия (76 %) и в импорте таких стран, как Лаос (95 %), Мьянма (94 %), Камбоджа (84 %), Бруней-Даруссалам (81 %) и Вьетнам (74 %). Это обусловлено тем, что благодаря снижающимся торговым барьерам развитые страны получат дополнительный рынок сбыта продукции, а наименее развитые страны — доступ на рынки развитых стран и повышение конкурентоспособности собственной продукции. Так внешнеторговый оборот Вьетнама со странами, входящими в ВРЭП, с 2010 по 2014 год увеличился на 86 %, Лаоса — на 132 %, Мьянмы — на 194 %, Камбоджи — на 316 %.
На долю стран-участниц ВРЭП приходится 14,7 % мировых накопленных инвестиций (2014 год). За период 2007—2014 гг. объём инвестирования внутри регионального объединения увеличился с 9,4 млрд долл. до 23,9 млрд долл.

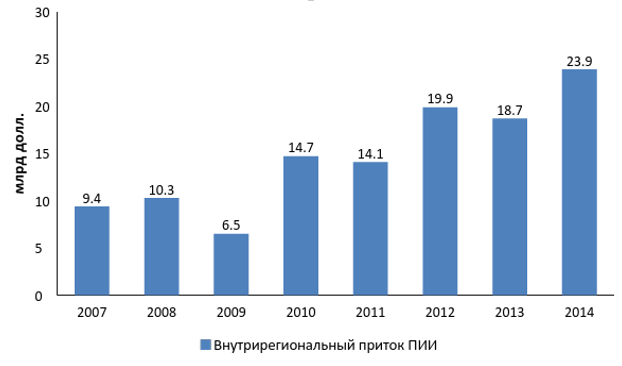
Взаимный приток ПИИ в странах ВРЭП в 2007—2014 гг., млрд долл.

Основными инвесторами среди стран-участниц объединения являются страны АСЕАН+3: Япония, Республика Корея и КНР. Крупнейшими реципиентами — страны, входящие в АСЕАН + Китай
Япония за 2012—2014 гг. инвестировала в страны АСЕАН более 60 % своих прямых зарубежных инвестиций: 20 % — в Китай и менее 10 % — в Индию. Республика Корея за 2012—2014 гг. направила 13,4 млрд долл. в качестве инвестиций в страны АСЕАН: около 7 млрд долл. — в Китай и более 3 млрд долл. — в Индию.

## Интересы стран-участниц
Общими интересами для всех стран-участниц ВРЭП являются либерализация торговли для снижения стоимости продукции, выхода на новые рынки сбыта и, следовательно, наращивания экспортно-импортных потоков, расширение инвестиционного сотрудничества, налаживание политических и экономических связей между отдельными государствами для повышения уровня благосостояния в странах-участницах ВРЭП.
При прогнозировании результатов участия стран в объединении на 2030 год, выполненном К. Итакура, использован следующий сценарий: снижение тарифов на 75 %, облегчение транспортировки товаров, снижение барьеров торговли услугами на 7 %.
| Страны           | Благосостояние | ВВП | Экспорт | Импорт | Инвестиции |
| АСЕАН            |                |     |         |        |            |
| Вьетнам          | 1,7            | 2,2 | 2,7     | 2,7    | 4,0        |
| Индонезия        | 0,9            | 1,0 | 2,0     | 2,2    | 1,2        |
| Камбоджа         | 3,2            | 8,0 | 6,4     | 6,8    | 20,2       |
| Лаос             | 1,3            | 1,3 | 1,1     | 2,6    | 2,8        |
| Малайзия         | 0,6            | 1,6 | 2,9     | 3,8    | 4,9        |
| Мьянма, Бруней   | 1,1            | 0,7 | 0,8     | 1,6    | 1,4        |
| Сингапур         | 1,3            | 1,6 | 1,7     | 2,5    | 3,8        |
| Таиланд          | 0,4            | 3,1 | 5,3     | 6,1    | 7,7        |
| Филиппины        | -0,3           | 1,1 | 1,8     | 1,6    | 2,0        |
| АСЕАН+3          |                |     |         |        |            |
| Китай            | 0,3            | 0,9 | 3,4     | 4,6    | 0,7        |
| Япония           | 0,6            | 0,7 | 2,4     | 4,3    | 2,8        |
| Республика Корея | 2,8            | 3,9 | 5,9     | 9,3    | 22,4       |
| АСЕАН+6 (ВРЭП)   |                |     |         |        |            |
| Австралия        | 0,8            | 0,5 | 1,5     | 3,3    | 2,1        |
| Индия            | 0,0            | 1,2 | 2,9     | 3,9    | 2,8        |
| Новая Зеландия   | 0,5            | 0,9 | 1,7     | 3,1    | 2,7        |

Анализируя таблицу, можно сделать вывод о том, что все страны-участницы увеличат свой реальный ВВП после вступления в ВРЭП в результате либерализации торговли и стимулирования притока инвестиции в регион. После того, как инвестиционные обязательства участников вступят в силу, страновой риск каждого участника снизится, что вызовет дальнейший рост реального ВВП и притока инвестиций в регион. Кроме того, благодаря либерализации торговли произойдет рост взаимной торговли, и в целом увеличение благосостояния в большинстве стран-участниц ВРЭП.
Тройка лидеров-бенефициаров по каждому из 5 направлений:
- Благосостояние: Камбоджа + 3,2 %, Республика Корея + 2,8 %, Вьетнам + 1,7 %
- ВВП: Камбоджа + 8,0 %, Республика Корея + 3,9 %, Таиланд + 3,1 %
- Экспорт: Камбоджа ± 6,4 %, Республика Корея + 5,9 %, Таиланд + 5,3 %
- Импорт: Республика Корея + 9,3 %, Камбоджа + 6,8 %, Таиланд + 6,1 %
- Инвестиции: Республика Корея + 22,4 %, Камбоджа + 20,2 %, Таиланд + 7,7 %

Таким образом, наибольшую экономическую выгоду от создания ВРЭП получат такие страны, как Камбоджа, Республика Корея и Таиланд, наименьшую — Филиппины. Далее они рассмотрены подробнее:

#### Камбоджа
Снижение импортных тарифов в рамках ВРЭП для Камбоджи играет ключевую роль в дальнейшем экономическом развитии страны. Учитывая, что государство достаточно импортозависимо и большинство предприятий активно используют импортные комплектующие, то либерализация ввоза товаров снижает стоимость ведения бизнеса в Камбодже и стимулирует развитие предпринимательства (страна становится более привлекательной для инвесторов). Кроме того, сама по себе либерализация торговли дает толчок развитию компаниям, занимающимся внешнеэкономической деятельностью. Как результат, для Камбоджи прогнозируется рост экспорта, импорта, притока инвестиций, а, следовательно, рост ВВП и благосостояния населения.

#### Республика Корея
В связи с тем, что страны, входящие в ВРЭП, являются главными торговыми партнёрами Республики Корея (54,3 % экспорта, 44 % импорта Республики Корея приходилось на рынок ВРЭП в 2014 году) и доля их инвестиций в Республику Корея на 2012 год составила 15 %, то эффект от либерализации торговли и расширения инвестиционного сотрудничества с данными странами для Республики Корея будет достаточно высоким по сравнению с остальными странами-участницами ВРЭП.

#### Таиланд
Согласно мнению ряда экспертов, Таиланд — достаточно привлекательная для инвесторов экономика с большим потенциалом в автомобилестроении, что выделяет её на фоне других стран АСЕАН и усиливает возможные положительные эффекты от вступления в ВРЭП. Кроме того, участники ВРЭП — главные торговые партнёры Таиланда (56 % экспорта, 58 % импорта страны в 2014 году приходилось на страны-участницы ВРЭП).

#### Филиппины
Для Филиппин ВРЭП может стать хорошим шансом для развития экономики страны, так как объединение включает её двух главных торговых партнёров — Китай и Японию. Однако неразвитая инфраструктура, небольшая промышленная база вкупе с административными барьерами для зарубежных инвесторов мешают Филиппинам развивать свою экономику, поэтому если не будут проведены реформы для устранения существующих проблем, то к 2030 году эффект участия в ВРЭП для данной страны останется отрицательным, согласно таблице.
Если рассматривать наибольшие выгоды для каждой страны от вступления в ВРЭП, то для Вьетнама, Камбоджи, Лаоса и Малайзии, Сингапура, Таиланда, Филиппин и Республики Корея наибольший рост относительных показателей ожидается в сфере инвестиций. Индонезия и Китай могут получить наибольший относительный прирост экспорта. Импорт Австралии, Новой Зеландии, Индии и Японии получит наибольший прирост по сравнению с другими показателями этих стран, рассмотренными в таблице.

## Критика
Динамичное развитие АТР обуславливает интерес стран других регионов к созданию с ним зон свободной торговли. ВРЭП и Транстихоокеанское партнёрство (ТТП) — многосторонние инициативы, объединяющие ключевых игроков этого региона, однако параллельное развитие этих инициатив может привести не к укреплению сотрудничества, а к поляризации обстановки в регионе. Участники соглашения о ТТП — Канада, Мексика, США в Северной Америке, Перу и Чили в Южной, Бруней, Вьетнам, Малайзия, Сингапур, Япония в Азии, а также Австралия и Новая Зеландия. Существует мнение, что идея ВРЭП продвигалась Китаем как альтернатива ТТП и развивалась в рамках борьбы Китая и США за влияние в регионе. В то же время не исключается и сценарий сотрудничества, хотя вступление КНР в ТТП или США в ВРЭП маловероятно. Не исключено, что конкуренция между ВРЭП и ТТП может привести к конфликтам между развитыми и развивающимися странами в АТР.
Формат ВРЭП не включает требований, значительно выходящих за рамки обязательств в ВТО стран-участниц переговоров. Кроме того, планируется либерализация торговых режимов с учётом национальной специфики и разницы в уровнях развития экономик стран-участниц. Именно существенные диспропорции в уровне экономического развития являются основным источником противоречий в переговорах по формированию ВРЭП: в рамках партнёрства ярко выражено разделение сторон на развитые и развивающиеся страны. К первым можно отнести Австралию, Бруней, Новую Зеландию, Республику Корея, Сингапур, Японию. Во вторую группу входят Вьетнам, Индия, Индонезия, Камбоджа, Китай, Лаос, Малайзия, Мьянма, Таиланд, Филиппины. Наличие подобного разрыва в уровне развития стран ВРЭП делает крайне сложным для участников переговорного процесса достижение консенсуса по многим вопросам (тарифы, доступ на рынок услуг, таможенные процедуры и пр.) даже при условии обсуждения переходных периодов и специального и дифференцированного режима для менее развитых стран.
Существуют также различия в подходах к определению степени открытости рынков. У ряда участников вызывает озабоченность тот факт, что к первоначально заявленным трём разделам переговоров (торговля товарами, торговля услугами, инвестиции) под давлением отдельных стран (Япония, Республика Корея, Австралия, Новая Зеландия) добавились новые разделы, включающие спорные вопросы в сфере ИС (в частности, патентная защита фармацевтической продукции) и в сфере экологии (жёсткие экологические стандарты и расширение доступа на рынки экологических товаров). В связи с этим, возможно, в итоговое соглашение не будут включены разделы, посвященные госзакупкам и трудовым стандартам, что вызывает недовольство Австралии и Новой Зеландии.
Многим другим участникам соглашения также придётся пойти на уступки. ВРЭП, к примеру, представляет угрозу Индии, так как оно направлено на поощрение приватизации и предоставление прав крупным корпорациям, что может ограничить способность государства регулировать внутреннюю политику в интересах общества. В связи с этим граждане Индии выступали против вхождения во ВРЭП. Кроме того, для успеха переговоров Индии придется пойти на существенные уступки в области снижения тарифов и патентного права. Китаю, возможно, придётся принять обязательства в сфере повышения транспарентности технического регулирования и расширения сфер применения международных стандартов, усовершенствования системы защиты прав интеллектуальной собственности, а также согласиться на либерализацию некоторых отраслей сектора услуг (финансовых, телекоммуникационных). Во многих аспектах на существенные уступки придется пойти странам — членам АСЕАН, особенно тем, которые не участвуют в переговорах о формировании ТТП. Эти уступки будут касаться либерализации тарифов, торговли услугами, ПИИ, технических барьеров, правил конкуренции. Так как Австралия, Новая Зеландия, Япония, Республика Корея поддерживают и будут выступать с предложениями глубокой либерализации практически по всем направлениям (кроме сельского хозяйства и субсидий в рыболовстве), а также с учётом того, что первые три страны являются участниками Транстихоокеанского партнёрства, взаимные уступки могут привести к расширению свободной торговли и снижению протекционизма в других сферах по сравнению с обязательствами в действующих ЗСТ АСЕАН+1, что может привести к значительным потерям некоторых участников соглашения.